# Departamento de Puelén
Departamento de Puelén är en kommun i Argentina.   Den ligger i provinsen La Pampa, i den centrala delen av landet, 900 km väster om huvudstaden Buenos Aires.
Omgivningarna runt Departamento de Puelén är i huvudsak ett öppet busklandskap. Trakten runt Departamento de Puelén är nära nog obefolkad, med mindre än två invånare per kvadratkilometer.